# Alfonso Balcázar
Pour les articles homonymes, voir Balcázar.
Alfonso Balcázar (Barcelone, 2 mars 1926 – Sitges, 28 septembre 1993) est un réalisateur, scénariste et producteur de cinéma espagnol. Il est le fondateur avec ses frères de la maison de production Balcázar Producciones Cinematográficas, active de 1951 à 1988.

## Filmographie

### Réalisateur et scénariste
- 1957 : L'Homme de la frontière (La encrucijada)
- 1959 : Cena de matrimonios
- 1960 : ¿Dónde vas, triste de ti?
- 1962 : Los castigadores (es)
- 1962 : Al otro lado de la ciudad
- 1964 : Une dame aux camélias (La bella Lola)
- 1964 : L'Homme qui venait de Canyon City (L'uomo che viene da Canyon City)
- 1964 : Cinq Mille Dollars sur l'as (Los pistoleros de Arizona)
- 1965 : Un colt pour McGregor (L'uomo dalla pistola d'oro)
- 1968 : Sonora
- 1968 : Quatre Dollars de vengeance (Cuatro dólares de venganza)
- 1968 : Clint, l'homme de la vallée sauvage (Clint el solitario)
- 1968 : Typhon sur Hambourg (Electra)
- 1968 : Dynamite Jim (Dynamit Jim)
- 1972 : Gare-toi Gringo v'la Sabata ! (Judas... ¡Toma tus monedas!)
- 1972 : La casa de las muertas vivientes (Il cadavere di Helen non mi dava pace)
- 1972 : Clint, une corde pour te pendre (El retorno de Clint el solitario)
- 1973 : I bandoleros della dodicesima ora (Le llamaban Calamidad)
- 1974 : Los inmorales (it)
- 1975 : Las primeras experiencias
- 1976 : Deseo
- 1977 : Pubertad, adolescencia, la edad difícil
- 1983 : Las viciosas y la menor
- 1983 : Colegialas lesbianas y el placer de pervertir
- 1983 : La ingenua, la lesbiana y el travesti
- 1983 : El marqués, la menor y el travesti
- 1983 : Julieta

### Scénariste
- 1963 : Constance aux enfers (Un Balcón sobre el infierno) de François Villiers
- 1964 : Spartacus et les Dix Gladiateurs (Invincibili dieci gladiatori) de Nick Nostro
- 1965 : Agent 3S3, passeport pour l'enfer (Agente 3S3: Passaporto per l'inferno) de Sergio Sollima
- 1965 : Un pistolet pour Ringo (Una pistola per Ringo) de Duccio Tessari
- 1965 : Violence en Oklahoma (Il ranch degli spietati) de Jaime Jesús Balcázar et Roberto Bianchi Montero
- 1966 : Opération Goldman (Operazione Goldman) d'Antonio Margheriti
- 1969 : La Loi de la violence (Legge della violenza - Tutti o nessuno) de Gianni Crea
- 1973 : Chassés-croisés sur une lame de rasoir (Passi di danza su una lama di rasoio) de Maurizio Pradeaux

### Producteur
- 1967 : Coplan ouvre le feu à Mexico (Entre las redes) de Riccardo Freda
- 1972 : Gare-toi Gringo v'la Sabata ! d'Alfonso Balcázar